# Arktički savet
Arktički savet je međuvladin forum na visokom nivou koji se bavi pitanjima sa kojima se suočavaju arktičke vlade i starosedelački narodi Arktika. Osam država koje imaju suverenitet nad delovima Arktika (područje severno od Arktičkog polarnog kruga) čine članove saveta: Kanada, Danska, Finska, Island, Norveška, Rusija, Švedska, i Sjedinjene Države. Osim njih učešće uzimaju i države posmatrači.

## Istorija
Prvi korak ka formiranju Saveta dogodio se 1991. godine kada je osam arktičkih zemalja potpisalo Arktičku strategiju zaštite životne sredine (AEPS). Deklaracija iz Otave iz 1996. godine uspostavila je Arktički savet kao forum za promociju saradnje, koordinacije i interakcije između arktičkih država, uz učešće autohtonih zajednica Arktika i ostalih arktičkih stanovnika u pitanjima kao što su održivi razvoj i zaštita životne sredine. Arktički savet sproveo je studije o klimatskim promenama, nafti i gasu i arktičkom brodskom transportu.
Godine 2011. države članice Saveta zaključile su Arktički sporazum o potrazi i spasavanju, koji je bio prvi obavezujući ugovor zaključen pod pokroviteljstvom Saveta.

## Članstvo i učešće
Savet čine države članice i posmatrači, domorodački „stalni učesnici” i posmatračke organizacije.

### Države

#### Države članice
Članice Saveta mogu biti samo države sa teritorijom na Arktiku. Države članice su sledeće:
- Kanada
- Danska; koja predstavlja
  - Grinland
  - Farska Ostrva
- Finska
- Island
- Norveška
- Rusija
- Švedska
- Sjedinjene Države

#### Države posmatrači
Status posmatrača otvoren je za nearktičke države koje je Savet odobrio na ministarskim sastancima koji se održavaju jednom u dve godine. Posmatrači nemaju glasačko pravo u Savetu. Od maja 2019. godine, trinaest nearktičkih država ima status posmatrača. Države posmatrači dobijaju pozivnice za većinu sastanaka Saveta. Njihovo učešće u projektima i operativnim grupama u okviru radnih grupa nije uvek moguće, ali to predstavlja mali problem, jer malo država posmatrača želi da učestvuje na tako detaljnom nivou.
Države posmatrači su sledeće (2019):
- Nemačka, 1998
- Holandija, 1998
- Poljska, 1998
- Ujedinjeno Kraljevstvo, 1998
- Francuska, 2000
- Španija, 2006
- Kina, 2013
- Indija, 2013
- Italija, 2013
- Japan, 2013
- Južna Koreja, 2013
- Singapur, 2013
- Švajcarska, 2017

### Autohtoni stalni učesnici
Sedam od osam država članica ima značajne autohtone zajednice koje žive u njihovim arktičkim oblastima (samo Island nema). Organizacije autohtonih naroda sa Arktika mogu dobiti status stalnog učesnika u Arktičkom savetu, ali samo ako predstavljaju pojedinačni autohtoni narod sa prebivalištem u više arktičkih država ili više arktičkih starosedelačkih naroda sa prebivalištem u jednoj arktičkoj državi. Broj stalnih učesnika u svakom trenutku treba da bude manji od broja članova. Kategorija stalnih učesnika stvorena je da omogući aktivno učešće i potpune konsultacije sa predstavnicima autohtonih naroda Arktika u okviru Arktičkog saveta. Ovaj princip se odnosi na sve sastanke i aktivnosti Arktičkog saveta.
Stalni učesnici mogu se adresirati sastanke. Oni mogu pokrenuti tačke dnevnog reda koje zahtevaju hitnu odluku predsedavajućeg. Neophodno je da prethodno konsultuju dnevni red ministarskih sastanaka; oni mogu da predlože dopunske tačke dnevnog reda. Prilikom sazivanja dvogodišnjih sastanaka viših arktičkih zvaničnika, stalni učesnici prethodno moraju biti konsultovani. Konačno, stalni učesnici mogu da predlože zajedničke aktivnosti, poput projekata. Sve ovo čini položaj autohtonih naroda sa Arktika unutar Arktičkog saveta prilično jedinstvenim u poređenju sa (često marginalnom) ulogom takvih naroda u drugim međunarodnim vladinim forumima. Međutim, odlučivanje u Arktičkom savetu ostaje u rukama osam država članica, na osnovu konsenzusa.
Od 2014. godine, šest arktičkih zajednica ima status stalnog učesnika. Ove grupe predstavljaju
- Aleutsko međunarodno udruženje,[15]
- Arktički Atabaskanski savet,[16]
- Međunarodni savet Gvičina,[17]
- Inuitski cirkumpolarni savet (ICC),
- Rusko udruženje starosedelačkih naroda severa (RAIPON),[18] i
- Samski savet.[19]

### Posmatračke organizacije
Odobrene međuvladine organizacije i međuparlamentarne institucije (kako globalne tako i regionalne), kao i nevladine organizacije takođe mogu dobiti status posmatrača.
Organizacije sa statusom posmatrača trenutno uključuju Arktičke parlamentarce, Međunarodnu uniju za zaštitu prirode, Međunarodnu federaciju Crvenog krsta, Nordijsko veće, Severni forum, Program Ujedinjenih nacija za razvoj, Program Ujedinjenih nacija za životnu sredinu; udruženje svetskih stočara irvasa, Okeana, Univerzitet na Arktiku i Svetska fondacija za prirodu-Arktički program.

## Literatura
- Burke, Danita Catherine (2019). Diplomacy and the Arctic Council. McGill-Queen's University Press. ISBN 9780773559196.
- Berkman, Paul (2014-06-23). „Stability and Peace in the Arctic Ocean through Science Diplomacy”. Science & Diplomacy. 3 (2).
- „U.S.-Russia Relations Are Frosty But They're Toasty On The Arctic Council”. npr.org. Приступљено 16. 6. 2016.
- Dams, Ties; van Schaik, Louise; Stoetman, Adája (2020). Presence before power: why China became a near-Arctic state (Извештај). Clingendael Institute. стр. 6—19. JSTOR resrep24677.5 .